# Al-Shaykh Badr District
Al-Shaykh Badr District (arabiska: منطقة الشيخ بدر) är ett distrikt i Syrien.   Det ligger i provinsen Tartus, i den västra delen av landet, 170 kilometer norr om huvudstaden Damaskus.
Trakten runt Al-Shaykh Badr District består till största delen av jordbruksmark. Runt Al-Shaykh Badr District är det tätbefolkat, med 511 invånare per kvadratkilometer.